# Joviniano

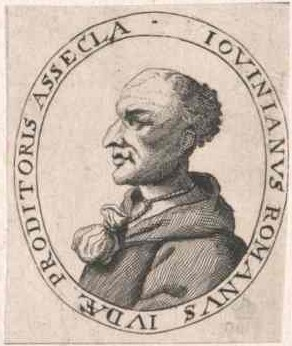
Joviniano según un polémico grabado barroco.

Joviniano fue un monje y teólogo cristiano que vivió a fines del siglo IV y principios del V, murió en 405. Fue contrario al ascetismo, por lo cual fue considerado hereje en el año 393.
Nació en Corduene (actualmente provincia de Şırnak, Turquía). Después de haber pasado muchos años bajo la conducción de San Ambrosio haciendo una vida austerísima en un monasterio de Milán, discrepó de las prácticas monásticas y expresó que el ascetismo no es un mejor camino para la santidad que el matrimonio y la vida común.
Se marchó a la ciudad de Roma. Sus declaraciones fueron condenadas el año 389 por el clero romano, que lo señaló por "preferir la libertad y los deleites del siglo a la santidad y recogimiento del claustro". Enseñó que la abstinencia y el ejercicio de la sensualidad en el matrimonio eran en sí válidas; que podían sin trascendencia comerse todos los manjares con tal que se hiciese con acción de gracias; que la virginidad no era un estado más perfecto que el matrimonio; que María concibió virgen a Jesús, pero era falso que la madre de Jesucristo hubiese sido virgen después del parto; y que de lo contrario habría que defender como los maniqueos que Jesucristo no tenía más que una carne fantástica. Suponía que los que habían sido regenerados por el bautismo, no podían ya ser vencidos por el demonio; que como la gracia del bautismo es igual en todos los hombres y el principio de todos sus méritos, los que la conservasen gozarían en el cielo de un premio igual. Según San Agustín defendía además como los estoicos que todos los pecados son iguales.
Joviniano tuvo en Roma muchos seguidores. Una muchedumbre de personas que habían vivido hasta entonces en la continencia y la mortificación, abandonaron un género de vida que para nada creían bueno, se casaron y se entregaron a las delicias y deleites comunes, persuadiéndose de que podían hacerlo sin perder nada de los premios que promete la religión. Joviniano fue condenado por el papa Siricio y por un sínodo que convocó Ambrosio de Milán el año 393.
Jerónimo de Estridón en sus escritos "Contra Joviniano" (Adversus Jovinianum) defendió la perfección y el mérito de la virginidad con la vehemencia ordinaria de su estilo. Algunos se quejaron de que parecía condenar el estado del matrimonio; pero el santo doctor hizo ver que eran mal interpretadas sus expresiones y se explicó con más exactitud.